# Gampaha
Gampaha (singalesiska ගම්පහ; tamil கம்பஹா) är en stad på Sri Lanka som är distrikthuvudstad i Gampaha District i Västprovinsen norr om Colombo. Gampaha är skild från Colombo av Kalani River.
Ordet "Gampaha" är en sammanslagning av "Gam", som betyder by, och "paha" som betyder fem. Så Gampaha betyder fem byar. De fem byarna i Gampaha är Ihalagama, Pahalagama, Madagama, Aluthgama and Yagoda. Gampaha är känd för sin botaniska trädgård där det första gummiträdet på Sri Lanka är planterat.
Administrativt tillhör staden Gampaha Division.
- Wikimedia Commons har media som rör Gampaha.